# Saison 2017 de l'équipe cycliste Israel Cycling Academy
La saison 2017 de l'équipe cycliste Israel Cycling Academy est la troisième de cette équipe.

## Préparation de la saison 2017

### Sponsors et financement de l'équipe
Pour sa troisième saison, la formation dirigée par Ran Margaliot a effectué une demande auprès de l'Union cycliste internationale afin d'obtenir le statut d'équipe continentale professionnelle. Ce statut lui est officiellement accordé fin novembre. 2017 sera donc la première saison de l'équipe Cycling Academy en tant qu'équipe continentale professionnelle, ce qui ouvre, par la même occasion, la porte à des invitations pour les épreuves du calendrier World Tour.

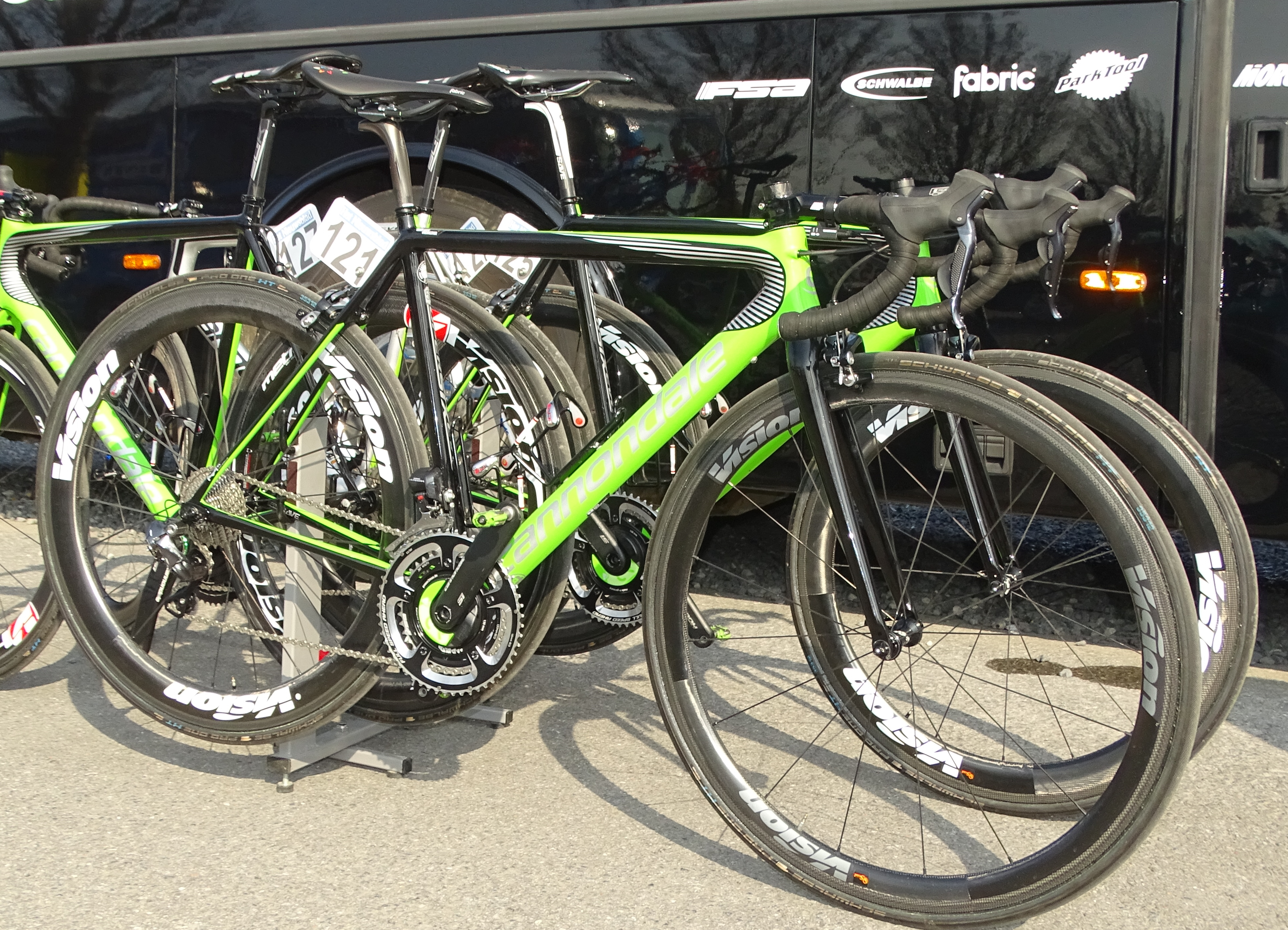
Vélo de l'équipe lors des Trois Jours de La Panne.
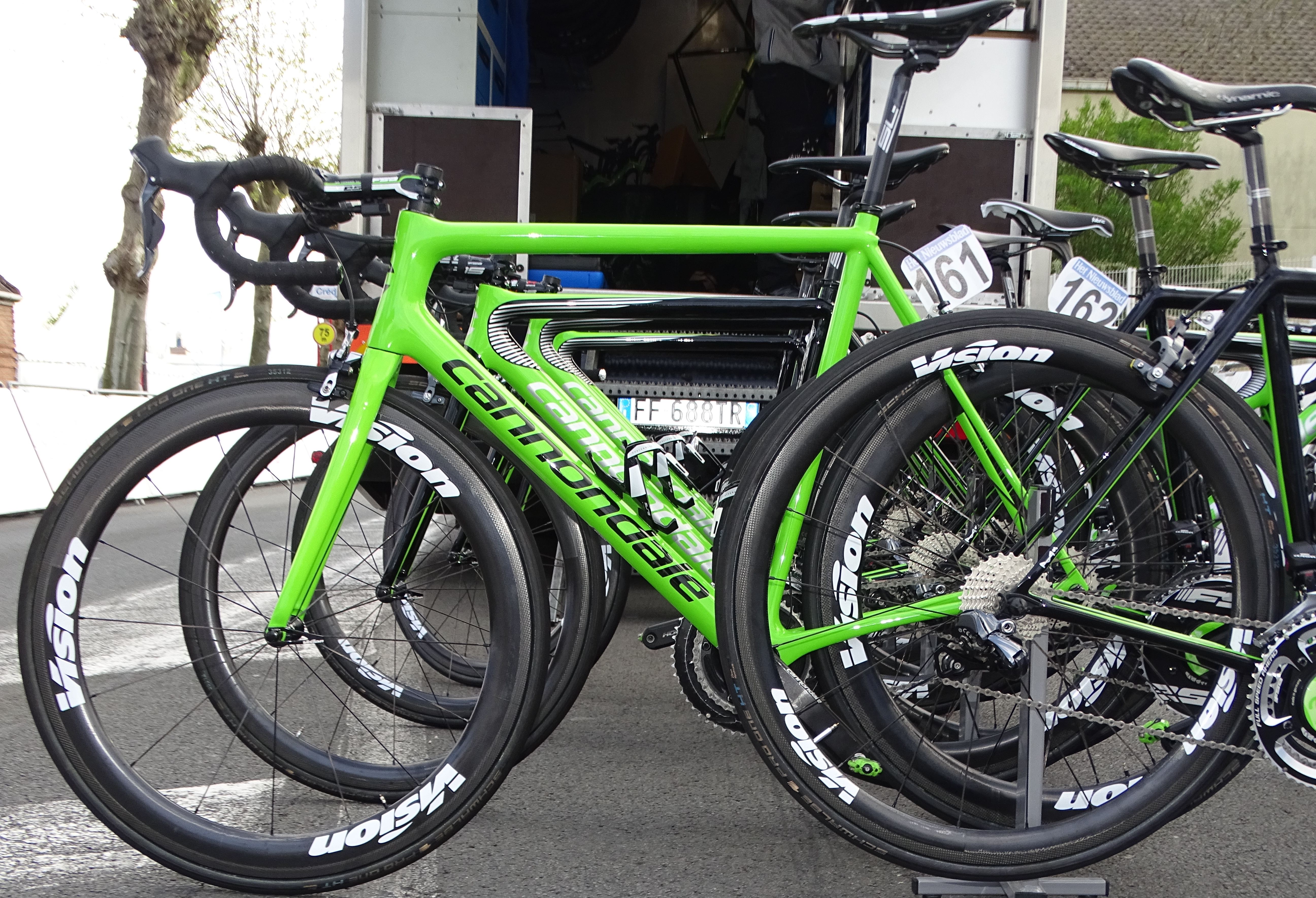
Vélo de l'équipe au Grand Prix de Denain.
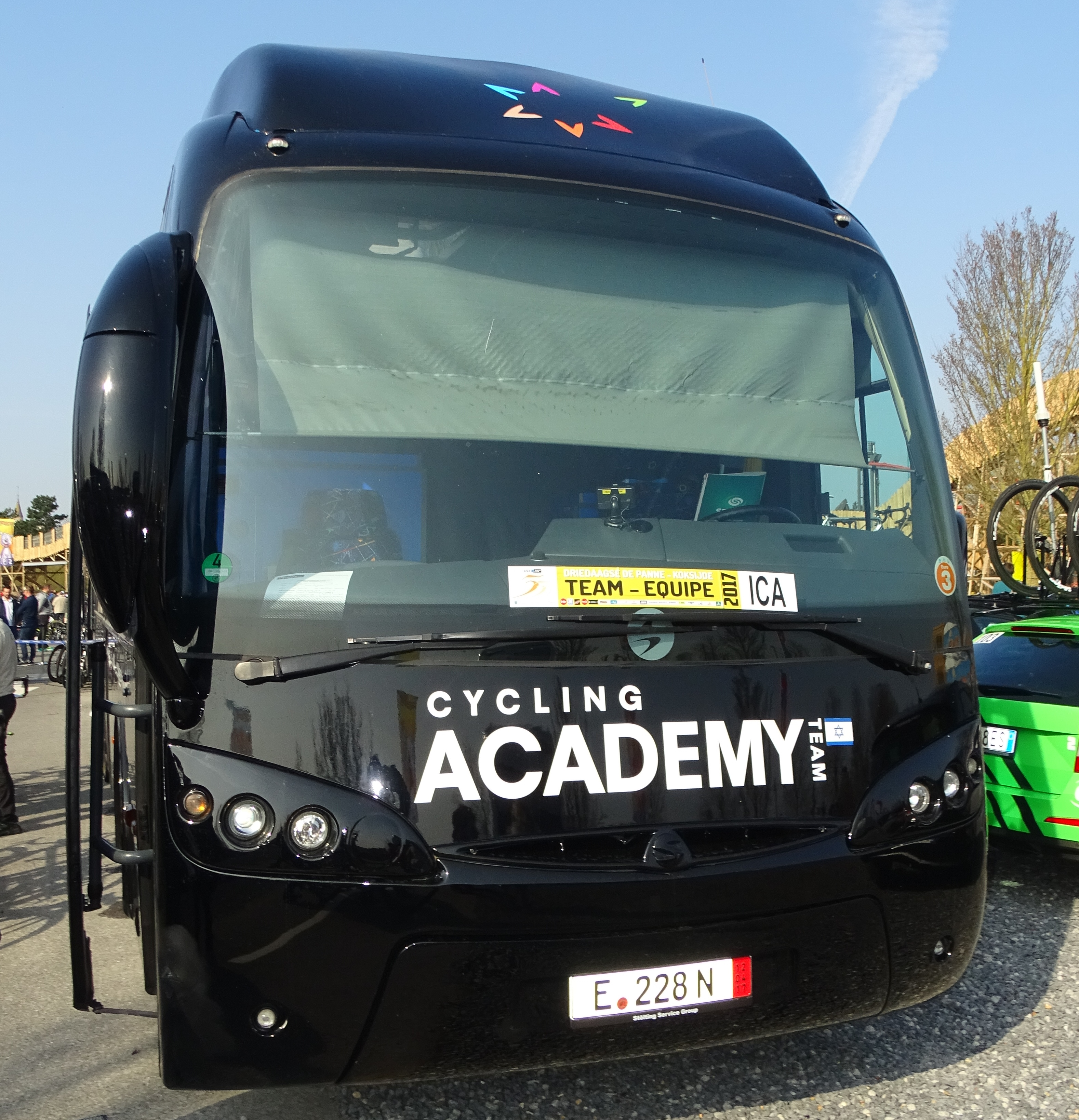
Bus de l'équipe lors des Trois Jours de La Panne.
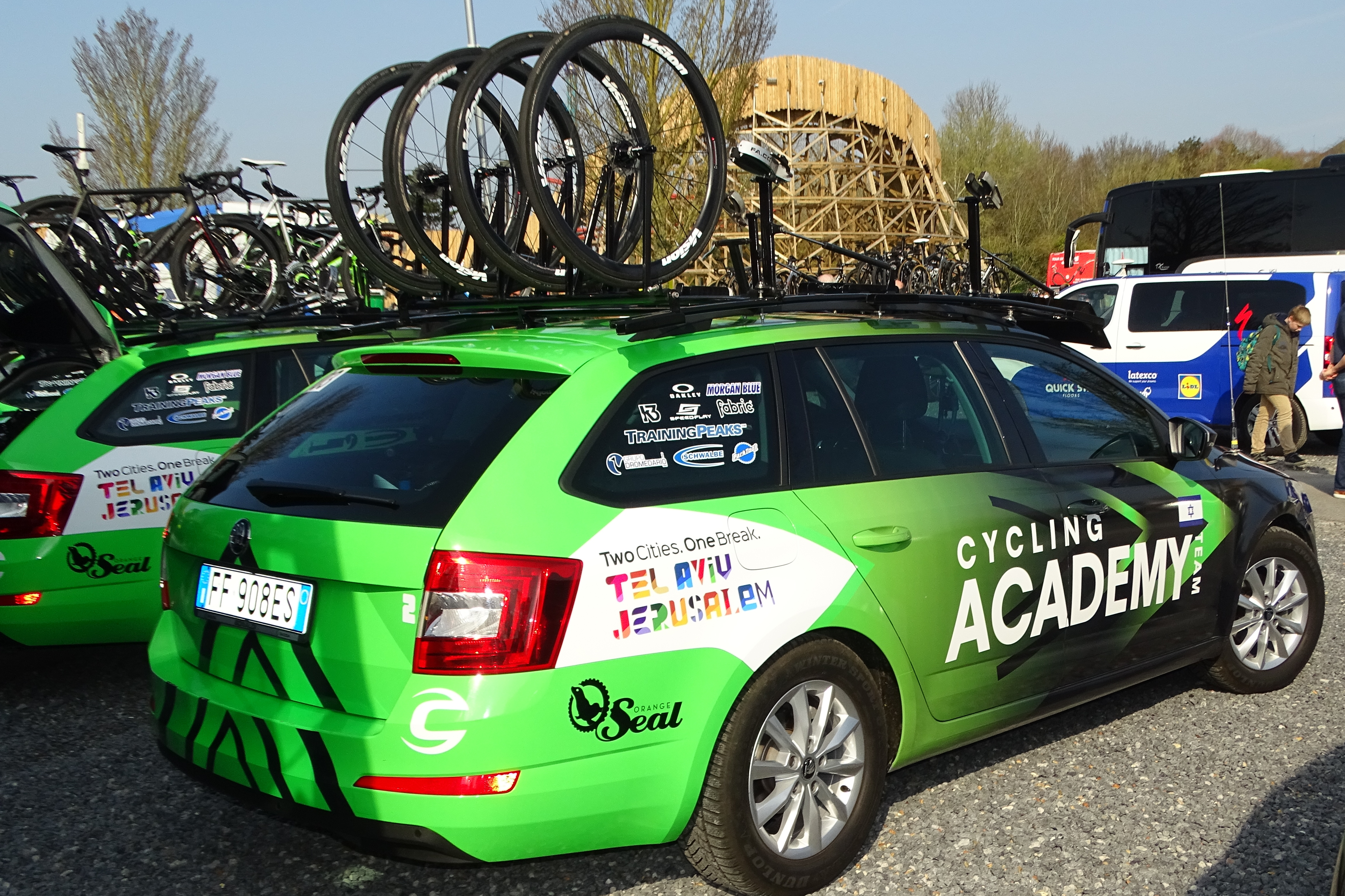
Véhicule de l'équipe lors des Trois Jours de La Panne.

### Arrivées et départs
| Arrivées          | Équipe 2016                      |
| ----------------- | -------------------------------- |
| Zakkari Dempster  | Bora-Argon 18                    |
| José Manuel Díaz  | Bicicletas Rodríguez-Extremadura |
| Jason Lowndes     | Drapac                           |
| Krists Neilands   | Axeon-Hagens Berman              |
| Benjamin Perry    | Silber                           |
| Hamish Schreurs   | Klein Constantia                 |
| Dennis van Winden | Lotto NL-Jumbo                   |
| Tyler Williams    | Axeon-Hagens Berman              |

| Départs          | Équipe 2017            |
| ---------------- | ---------------------- |
| Chris Butler     | Caja Rural-Seguros RGA |
| Guy Gabay        |                        |
| Omer Goldstein   |                        |
| Zohar Hadari     |                        |
| Ľuboš Malovec    |                        |
| Wojciech Migdał  |                        |
| Marko Pavlic     |                        |
| Emanuel Piaskowy |                        |

## Coureurs et encadrement technique

### Effectif
| Cycliste          | Date de naissance | Nationalité      | Équipe 2016                      |  |
| ----------------- | ----------------- | ---------------- | -------------------------------- |  |
| Guillaume Boivin  | 25 septembre 1989 | Canada           | Cycling Academy                  |  |
| Dan Craven        | 1er février 1983  | Namibie          | Cycling Academy                  |  |
| Zakkari Dempster  | 27 septembre 1987 | Australie        | Bora-Argon 18                    |  |
| José Manuel Díaz  | 18 janvier 1995   | Espagne          | Bicicletas Rodríguez-Extremadura |  |
| Roy Goldstein     | 20 mai 1993       | Israël           | Cycling Academy                  |  |
| Luis Lemus        | 21 avril 1992     | Mexique          | Cycling Academy                  |  |
| Jason Lowndes     | 14 décembre 1994  | Australie        | Drapac                           |  |
| Krists Neilands   | 18 août 1994      | Lettonie         | Axeon-Hagens Berman              |  |
| Benjamin Perry    | 7 mars 1994       | Canada           | Silber                           |  |
| Mihkel Räim       | 3 juillet 1993    | Estonie          | Cycling Academy                  |  |
| Guy Sagiv         | 5 décembre 1994   | Israël           | Cycling Academy                  |  |
| Hamish Schreurs   | 23 janvier 1994   | Nouvelle-Zélande | Klein Constantia                 |  |
| Daniel Turek      | 19 janvier 1993   | Tchéquie         | Cycling Academy                  |  |
| Dennis van Winden | 2 décembre 1987   | Pays-Bas         | Lotto NL-Jumbo                   |  |
| Tyler Williams    | 17 novembre 1994  | États-Unis       | Axeon-Hagens Berman              |  |
| Aviv Yechezkel    | 21 avril 1994     | Israël           | Cycling Academy                  |  |

## Bilan de la saison

### Victoires
| Date       | Course                                   | Pays        | Classe | Vainqueur        |
| ---------- | ---------------------------------------- | ----------- | ------ | ---------------- |
| 03/05/2017 | 1re étape du Tour d'Azerbaïdjan          | Azerbaïdjan | 2.1    | Mihkel Räim      |
| 07/05/2017 | 5e étape du Tour d'Azerbaïdjan           | Azerbaïdjan | 2.1    | Krists Neilands  |
| 08/06/2017 | 1re étape du Tour de Slovaquie           | Slovaquie   | 2.1    | Mihkel Räim      |
| 17/06/2017 | Championnat d'Israël du contre-la-montre | Israël      | CN     | Guy Sagiv        |
| 24/06/2017 | Championnat d'Israël sur route           | Israël      | CN     | Roy Goldstein    |
| 25/06/2017 | Championnat de Lettonie sur route        | Lettonie    | CN     | Krists Neilands  |
| 13/08/2017 | 4e étape du Colorado Classic             | États-Unis  | 2.HC   | Mihkel Räim      |
| 25/08/2017 | 2e étape du Baltic Chain Tour            | Lettonie    | 2.2    | Benjamin Perry   |
| 10/10/2017 | Prologue du Tour du lac Taihu            | Chine       | 2.1    | Guillaume Boivin |

### Résultats sur les courses majeures
Les tableaux suivants représentent les résultats de l'équipe dans les principales courses du calendrier international dans lesquelles l'équipe bénéficie d'une invitation (les cinq classiques majeures et les trois grands tours). Pour chaque épreuve est indiqué le meilleur coureur de l'équipe, son classement ainsi que les accessits glanés par Israel Cycling Academy sur les courses de trois semaines.

#### Classiques
| Classique            | Milan-San Remo | Tour des Flandres | Paris-Roubaix | Liège-Bastogne-Liège | Tour de Lombardie |
| -------------------- | -------------- | ----------------- | ------------- | -------------------- | ----------------- |
| Coureur (classement) | non invitée    | non invitée       | non invitée   | non invitée          | non invitée       |

#### Grands tours
| Grand tour           | Tour d'Italie | Tour de France | Tour d'Espagne |
| -------------------- | ------------- | -------------- | -------------- |
| Coureur (classement) | non invitée   | non invitée    | non invitée    |
| Accessits            |               |                |                |